# Smilax setosa
Smilax setosa är en enhjärtbladig växtart som beskrevs av Friedrich Anton Wilhelm Miquel. Smilax setosa ingår i släktet Smilax och familjen Smilacaceae. Inga underarter finns listade.